# Cecilia Roth
Cecilia Rotemberg (Buenos Aires, 8 de agosto de 1956), mais conhecida como Cecilia Roth, é uma atriz argentina.
Foi casada (1999—2003) com o músico Fito Páez, de quem tem um filho.
Seu currículo tem mais de 40 trabalhos no cinema, incluindo filmes de Pedro Almodóvar, como Pepi, Luci, Bom y otras chicas del montón, ¿Qué he hecho yo para merecer esto!!, Todo sobre mi madre e Arrebato.
Sua interpretação lhe rendeu 11 prêmios, incluindo dois prêmios Goya de melhor atriz — Martin (Hache) (1997) e Todo sobre mi madre (1999).